# Stade Michel-Bendichou
Le stade Michel-Bendichou est un stade de rugby à XV situé à Colomiers en Haute-Garonne. Il accueille notamment le Colomiers Rugby, l'équipe de rugby à XV locale.

## Historique
Le stade municipal de Colomiers est initialement connu en tant que stade de (ou du) Sélery, nom du quartier columérin où il se situe.
Il a ensuite été baptisé en hommage à Michel Bendichou, ancien président du club du Colomiers Rugby (alors nommé US Colomiers), décédé au début de l’année 2004. Celui-ci était comme le père spirituel du club et des joueurs puisqu'il avait permis au club, accompagné par des joueurs et amis comme José Osès ou Antoine Gordo, de gravir les échelons menant à la 1re division et atteignant ses heures de gloire par une victoire dans le Challenge européen en 1998, puis une finale de Coupe d'Europe en 1999 et une finale du championnat de France en 2000.

## Caractéristiques
Le stade Michel-Bendichou comporte deux tribunes couvertes. Il y a au total quatre terrains de rugby, notamment pour l’entraînement, dont un terrain synthétique.
Il a une capacité de 11 000 places

## Utilisations
Le stade Michel-Bendichou est le nom du stade municipal de Colomiers. Il accueille notamment les matches à domicile de Colomiers Rugby dans le cadre du championnat de France de Pro D2.
Les 13 et 14 juillet 2019, il accueille les qualifications du tournoi masculin de rugby à sept aux Jeux olympiques d'été de 2020 de la zone Europe.